# Großer Knechtsand

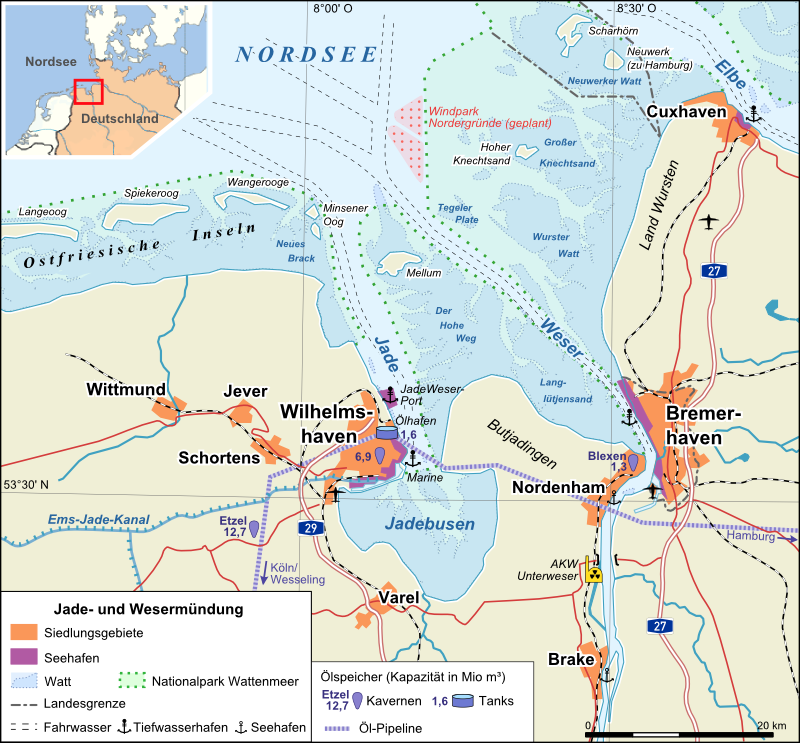
Großer Knechtsand voor de Wesermündung

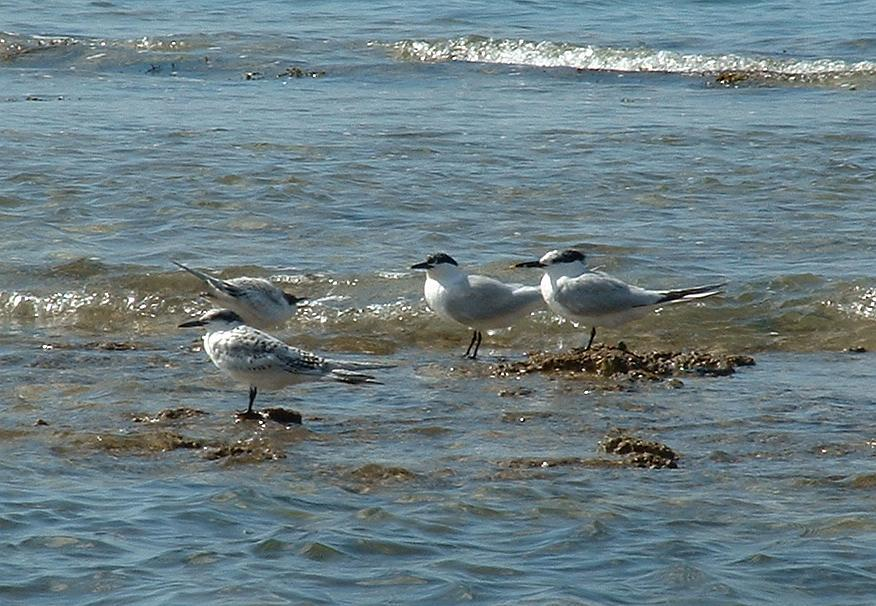
De grote stern rust uit op Großer Knechtsand

Großer Knechtsand, ook wel als Hoher Knechtsand aangeduid, is een hoge zandbank in de Duitse Waddenzee. Bij gemiddeld laagwater meet het ongeveer 3 km².
Großer Knechtsand ligt tussen de monding van de Wezer en de Elbe in. In het noorden ligt Neuwerk, een eiland dat bij deelstaat Hamburg hoort. Großer Knechtsand zelf hoort bij de deelstaat Nedersaksen. Het eiland ligt ter hoogte van Holte-Spangen, Altenwalde en Cuxhaven.
Ongeveer 2 kilometer ten noordwesten ligt het Kleine Knechtsand. Van 1952-1957 was door de West-Duitse regering aan de Britse Royal Air Force en de Amerikaanse United States Air Force toegestaan, de Knechtsände als doelgebied voor oefenbombardementen te gebruiken. Na protesten door milieubeschermers, gesteund door de deelstaat Nedersaksen, werd deze concessie niet verlengd. Sedertdien is het gebied een zeer beperkt toegankelijk natuurreservaat, onderdeel van het Natuurpark Nedersaksische Waddenzee.
Het gelijknamige natuurgebied heeft een oppervlakte van 300 km². Op het eiland komen enkele diersoorten te rusten, zoals de zeemeeuw, zeehond en de grote stern. Enkele dagen per jaar wordt Großer Knechtsand gebruikt voor het testen van wapens door het Duitse leger. Ook wordt het gebruikt om vogels te observeren.